# ژان-ایو کودت
ژان-ایو کودت (انگلیسی: Jean-Yves Cuendet؛ زادهٔ ۲۰ فوریهٔ ۱۹۷۰) از برندگان مدال‌های بازی‌های المپیک زمستانی اهل سوئیس است.